# 全修。
《全修。》是由MAPPA製作、山崎光惠執導的原創電視動畫。上野貴美子負責編劇，野呂純惠擔任副導演，橋本由香利負責作曲。該動畫於2024年3月22日宣布動畫製作消息。於2025年1月至3月播出。

## 故事大綱
廣瀨夏子在高中畢業後成為動畫師，短時間成為動畫導演的她在首度執導作品時便人氣高漲，並且造成了社會現象，被世間評價為新銳天才導演。然而夏子的下一部作品，則是一部以初戀作為主題的劇場版戀愛動畫。因吃了過期的蛤蜊便當中毒身亡轉生到《灭亡物语（滅びゆく物語）》中。

## 登場角色

### 現實世界中的角色
廣瀨夏子（聲：永瀨安奈）
一名22歲的女性，擔任動漫導演和動畫師。進公司擔任系列電視劇《斯凱潘魔法少女黑暗學園》（スカイパン魔法少女ダークスクール）監督出道,成為社會大熱作品。下一部作品為原創的恋爱喜剧电影《初恋》。性格魯莽，独来独往，总想自己包揽所有工作，當沉浸在自己喜歡的事物中時，會忽略周圍發生的一切。沒有經歷過初戀。穿越到《灭亡物语》（滅びゆく物語）的故事后使用完招喚魔法就會根据作画消耗睡上几天。

### 《灭亡物语》（）的角色
盧克．勇心（聲：浦和希）
電影《灭亡物语》（滅びゆく物語）中的男主角，也是九位戰士的核心人物。勇者之國出身的18歲男性，传说中的勇者，他的興趣是烹飪。沒有經歷過初戀。以一位傳奇英雄的形象出現。他出生於英雄世家，從小就開始接受戰鬥訓練。他的父母已經去世，所以他沒有家人。原劇情中逐渐失去同伴又因女主角被虛無殺害而黑化。
由里歐（聲：釘宮理惠）
和盧克同一天出生，從那時起就一直保護著他。他是盧克的搭檔和最好的朋友。是一隻可變身的獨角獸，如果角断掉就会无法变身，角会根据时间长回来。好色。跟夏子不對付。
梅梅露（聲：鈴木實里）
來自風之國的百年精靈。能夠使用高級魔法，並在戰鬥中使用魔法弓從後方提供支援。總是很冷靜鎮定。原本因看過太多身邊的朋友離世，決定招喚超空洞虛無與大家一起滅亡。最終被夏子所畫的偶像救贖，決定繼續活著。
QJ（聲：陶山章央）
來自機械之國。可以幫忙偵測虛無有沒有到來，也可以偵測很多事情的概率，擅长天气预报，愛好是在勇者宅邸的田地裡種菜。
黛絲特妮．哈特沃爾敏（聲：石見舞菜香）
電影中的女主角。她是城鎮鎮長的女兒，她個性勇敢善良，總是盡力為他人做到最好。影片中她愛上了盧克，但卻被虛空所殺死，這也是盧克陷入黑暗面的原因之一。原本在宴會上會成為理事長的未婚妻九夫人，想建一所孤兒院，讓小孩子有地方住。後來崇拜夏子所畫的藪貓假面(現實出處是動漫虎面人)，決定不結婚，自己在城鎮建一所孤兒院，後期常穿著藪貓假面的衣服，也鍛鍊出很棒的肌肉。
梅格（聲：小坂井祐莉繪）
街之聖歌隊所属的精靈。
莎莉（聲：樫野凪）
街之聖歌隊所属的精靈。
理事長（聲：諏訪部順一）
一位有錢的人。他有八個老婆。

## 製作人員
- 原作：山崎光惠、上野貴美子、MAPPA[8]
- 導演：山崎光惠
- 副導演：野呂純恵
- 系列構成、劇本：上野貴美子
- 角色原案、世界觀設定：辻野芳輝
- 角色設計、總作画監督：石川佳代子
- 總作画監督：高原修司、早川加寿子、住本悦子
- 美術監督：嶋田昭夫
- 色彩設計：末永絢子
- 攝影監督：藤田健太
- 編輯：武宮三峰
- 音樂：橋本由香利
- 音響制作：dugout
- 動畫製片人：小川崇博
- 動畫製作：MAPPA[8]
- 製作：全修。製作委員会[8]

## 主題曲
片頭曲Zen
演唱：BAND-MAID，作詞：SAIKI、作曲、編曲：BAND-MAID。
片尾曲
演唱：Sou，作詞、作曲、編曲：瀨名航(SOVA)。

## 各話列表
| 話數   | 標題   | 分鏡                         | 演出                                  | 作畫監督 | 總作畫監督                                      | 首播日期      |
| ------ | ------ | ---------------------------- | ------------------------------------- | --- | ----------------------------------------------- | ------------- |
| 第1話  | 始線。 | 山崎光惠                     | 野呂純惠                              | 早川加壽子 泉坂司 中本尚 | 石川佳代子                                      | 2025年 1月5日 |
| 第2話  | 死守。 | 吉田里沙子                   | 近藤愛                                | 河村明夫 野崎真一 邱明哲 Shin Eun-ah 泉坂司 早川加寿子 今岡大                                                                                            | 高原修司                                        | 1月12日       |
| 第3話  | 命運。 | 副島惠文                     | 副島惠文                              | 日高真由美 島本 加藤久美子 中村和代 吉田肇 Shin Eun-ah Park Seo-jeong So Eun-ji 所澤映畫 原涵妮 李文龍 孫一銘 包佳儀                                     | 高原修司                                        | 1月19日       |
| 第4話  | 永遠。 | 山崎滿                       | 石川依穗                              | 青山昭仁 野崎真一 和田伸一 LEE SI MIN | 早川加壽子 石川佳代子                           | 1月26日       |
| 第5話  | 正義。 | 今田真司                     | 今田真司                              | 加藤雅之 島田千裕 菅原浩喜 中本尚 村上龍之介 山田香央里 邱明哲 Shin Eun-ah Hong Hyeon-suk                                                                | 石川佳代子 工藤裕加 陳偉寧                      | 2月2日        |
| 第6話  | 變化。 | 小峰輝之 小林寬              | 松田清 岡本泰之                       | 河村明夫 日高真由美 宮崎暢芳 和田伸一 住本悅子 中熊太一 金子昌司 菅原浩喜 立石良子 柴田志朗 所擇映畫 萩原旭 孫一銘 孫子緯                                | 石川佳代子 住本悅子                             | 2月9日        |
| 第7話  | 初戀。 | 五十嵐季旺                   | 五十嵐季旺                            | 所澤映畫 萩原旭 東南枝 蘇桌明 周鵬 孫一銘 包佳儀 林桌文 殷鈞濤 湯君琰 田羽晗歌 孑立君 MIGHTY MAX MOVIE Shin Eun-ah Hong Hyeon-sik 李晨晨 薛雨欣 島田千裕 | 石川佳代子 早川加壽子                           | 2月16日       |
| 第8話  | 告白。 | 林佳姬                       | 林佳姬                                | 中村和代 杉野信子 加藤雅之 野崎真一 邱明哲 | 石川佳代子 陳韋寧                               | 2月23日       |
| 第9話  | 勇者。 | 松田清 吉田里沙子 五十嵐季旺 | 野呂純惠                              | 片山深雪 加藤雅之 河村明夫 金子昌司 嶋田俊彦 柴田志朗 Shin Eun-ah Kim Hyeon-ah Park Seo-jeong                                                            | 石川佳代子 住本悦子                             | 3月2日        |
| 第10話 | 混亂。 | 今田真司                     | 山崎光惠 圡屋陽平 三宅和男 下司泰弘   | 金田榮二 青木昭仁 野崎真一 林珠銀 立石良子 川村昭夫 菅原浩喜 金子昌司 邱明哲 廖家樂人 Shin Eun-ah 蘇子緯 蘇卓明 沈奕婷 東南枝                            | 石川佳代子 秋田學 陳韋寧                        | 3月9日        |
| 第11話 | 絕望。 | 宍戶淳                       | 宍戶淳                                | 島田千裕 末澤卓哉 林珠銀 和田伸一 所澤映畫 原涵妮 卷毛鼠 林卓宇 東南枝 沈奕婷 周鵬 殷鈞濤 蘇卓明                                                         | 石川佳代子 早川加壽子 高原修司 住本悦子 張昀    | 3月16日       |
| 第12話 | 全修。 | 山崎光惠 小林寬              | 山崎光惠 野呂純惠 石川依穗 五十嵐季旺 | 中熊太一 中村和代 日高真由美 立石良子 野崎真一 吉崎雅博 和田伸一 邱明哲 墨錦 蘇子緯 蘇卓明 湯君琰 姚佳男 東南枝 殷鈞濤 周鵬 卷毛鼠                       | 石川佳代子 秋田學 張昀 陳韋寧 住本悦子 高原修司 | 3月23日       |

## 播映平台
| 播放日期                | 播放時間（UTC+9）                | 播放電視台            | 播放地區                                                    | 備註            |
| ----------------------- | -------------------------------- | --------------------- | ----------------------------------------------------------- | --------------- |
| 2025年1月5日 — 3月23日  | 星期日 23:45 — 星期一 0:15       | 東京電視台等系列全6局 | 北海道、關東廣域圏、愛知縣、 大阪府、岡山縣・香川縣、福岡縣 |                 |
| 2025年1月8日 — 3月26日  | 星期三 23:30 — 星期四 0:00       | AT-X                  | 日本全域                                                    | CS放送 / 有重播 |
| 2025年1月11日 — 3月29日 | 星期六 0:59 — 1:29（星期五深夜） | BS東視                | 日本全域                                                    | BS/BS4K放送     |

| 播映地區 | 播映平台    | 播映日期             | 播映時間             | 備註   |
| -------- | ----------- | -------------------- | -------------------- | ------ |
| 部分地區 | Crunchyroll | 2025年1月6日—3月24日 | 星期一 1:15（UTC+8） | [ 10 ] |

## BD
| 卷數  | 發售日期      | 收錄話數     | 規格編號   |
| ----- | ------------- | ------------ | ---------- |
| 第1卷 | 2025年3月26日 | 第1話—第4話  | EYXA-14679 |
| 第2卷 | 2025年4月30日 | 第5話—第8話  | EYXA-14680 |
| 第3卷 | 2025年5月28日 | 第9話—第12話 | EYXA-14681 |

## 外部連結
- 電視動畫官方網站 （页面存档备份，存于） （日語）